# Japán Alapítvány

A Japán Alapítvány logója

A Japán Alapítvány (japán:  国際交流基金, Kokusai Kōryū kikin, magyar: "nemzetközi cserealapegy") egy japán kulturális intézmény, amelynek küldetése a japán nyelv és kultúra népszerűsítése és terjesztése. A Magyar Balassi Intézet japán megfelelőjének tekinthető.

## Áttekintés

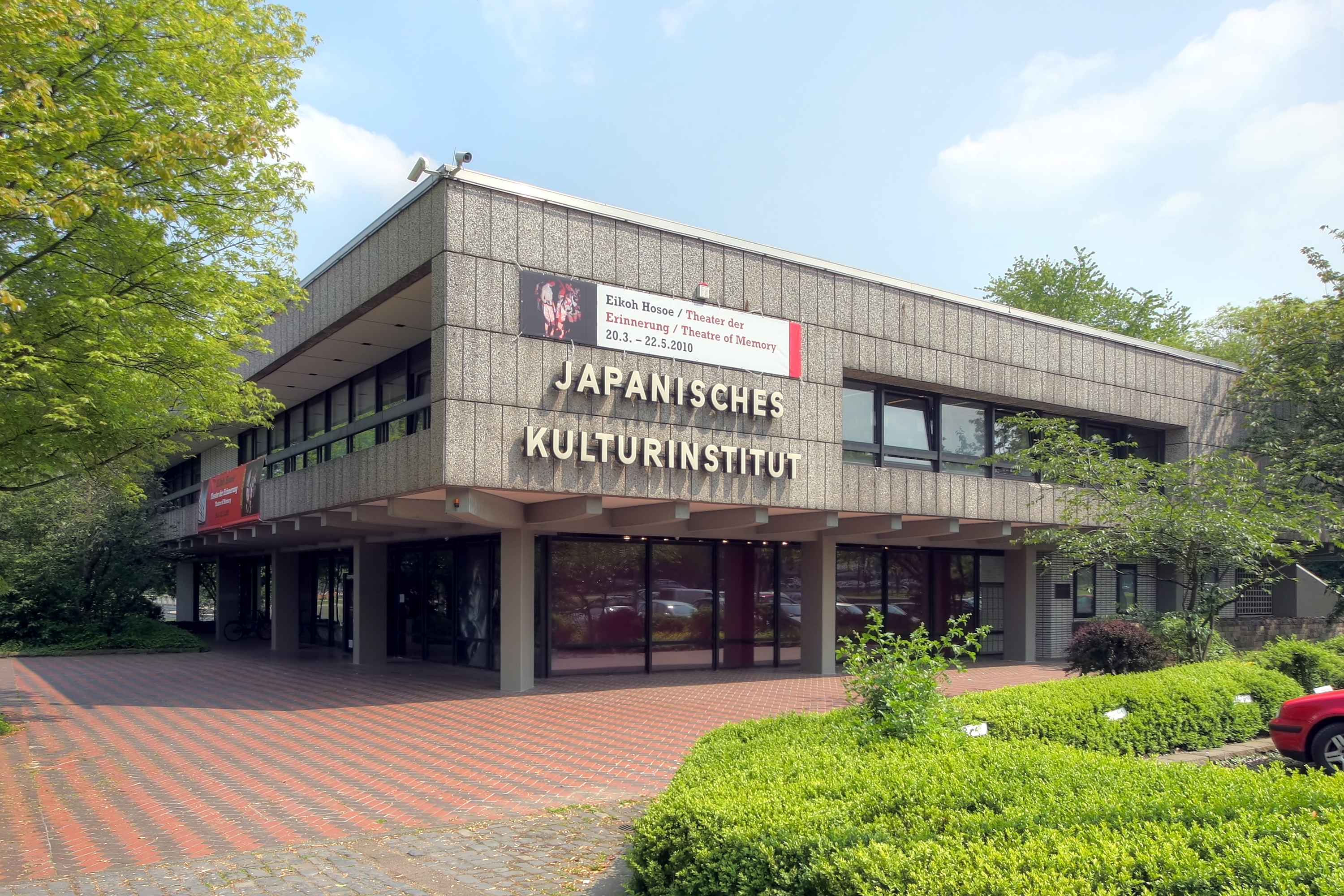
Japán Kulturális Intézet Kölnben

A Japán Alapítványt 1972-ben alapították az 1934-ben alapított "Kokusai Bunka Shinkokai" (KBS, 交際文化振興会) leányvállalataként. Az alapítvány japán csereprogramokat szervez tudomány, művészet és japán nyelvoktató szakemberek számára külföldön. A Japán Alapítványt intézi a legnépszerűbb japán nyelvvizsgát, a JLPT-t. Az alapítvány célja a japán kultúra népszerűsítése és nemzetközi kulturális csereprogramok lebonyolítása és kutatása.
A Japán Alapítvány könyvtára (国際交流基金図書館) Japánról szóló könyvek és folyóiratok gyűjteményével rendelkezik. A KBS az 1930-as évek elején indította el, majd 1972-ben csatlakozott a Japan Foundation-hoz. 1990-re a könyvtár több mint 40 000 kötettel rendelkezett, amelyek a humán- és társadalomtudományokra összpontosítottak. Ebből 22 000 angol vagy más európai nyelven íródott. 3000 japánisztikai doktori disszertációt is írtak amerikai hallgatók. A könyvtár gyűjteménye Lafcadio Hearn, Philipp Franz von Siebold és Engelbert Kämpfer fontos japán tanulmányait tartalmazza. 1988-ban a könyvtár kiadta a "Jog és igazságosság Tokugawa Japánban" című 9 kötetben.
A Budapesti Iroda 1991-ben jött létre egy japán-magyar kormányközi döntés nyomán, a Japán Alapítványhoz tartozó külföldi irodák közül tizennegyedikként. A Japán Alapítvány Magyarországon és Kelet-Közép-Európa más részein jelenleg csak Budapesten tart fenn irodát. A Japán Alapítvány budapesti irodája elkötelezett a Közép-Kelet-Európa és Japán közötti kulturális kapcsolatok elmélyítése mellett, amelyet a Japán Alapítvány éves programjainak világszerte történő megvalósítása támogat, amelyek lehetőséget kínálnak a művészet és a kézművesség területén. Kulturális csereprogramok, japán nyelvoktatás a tengerentúlon és japán tanulmányok és értelmiségi csereprogramok. A Budapesti Iroda a tokiói központ hivatalos programjaitól független programokat, rendezvényeket is szervez és támogat, melyre nem csak Magyarországról, hanem az összes fent említett országból várunk jelentkezőket. Minden évben van egy japán filmfesztivál, most már online is. Segítenek a japán filmek magyarra szinkronizálásában, vagy a feliratozásban és fordítva.

## Japán Alapítvány világszerte
A Japán Alapítvány székhelye Tokióban van, fióktelepe pedig Kiotóban található. Két nemzeti japán nyelvi intézet működik Szaitamában és Oszakában.
Nemzetközi szinten a Japán Alapítvány 26 külföldi fiókkal rendelkezik 25 országban:

### Ázsia és Óceánia
- Ausztrália (Sydney)
- Dél-Korea (Szöul)
- Fülöp-szigetek (Manila)
- India (Delhi)
- Indonézia (Jakarta)
- Kambodzsa (Phnompen)
- Kína (Peking)
- Laosz (Vientián)
- Malajzia (Kuala Lumpur)
- Mianmar (Jangon)
- Thaiföld (Bangkok)
- Vietnám (Hanoi)

### Amerikában
- Brazília (São Paulo)
- Egyesült Államok (New York, Los Angeles)
- Mexikó (Mexikóváros)
- Peru (Lima)
- Kanada (Toronto)

### Európa, Közel-Kelet és Afrika
- Egyesült Királyság (London)
- Egyiptom (Kairó)
- Franciaország (Párizs)
- Magyarország (Budapest)
- Németország (Köln)
- Olaszország (Róma)
- Oroszország (Moszkva)
- Spanyolország (Madrid)

## Wochi Kochi újság
A Wochi Kochi újság (をちこちマガジン) egy japán weboldal, amelyet a Japan Foundation fejlesztett ki, hogy javítsa a japán kultúrával kapcsolatos információk terjesztését az egész világon. Ez váltotta fel a Kokusai-Kouryu (Nemzetközi Kereskedelem) (1974–2004) és a Wochi-Kochi (Távol és Közel) (2004–2009) nyomtatott magazinokat. Ők voltak az egyetlen nemzeti nyomtatott folyóirat, amelyet kifejezetten „nemzetközi kulturális csere” céljából adtak ki. Maga a wochi-kochi szó az ősi japán „Yamato” névmás, jelentése „itt és ott” vagy „a jövő és a jelen”. A webmagazin címéhez hasonlóan a „wochi-kochi” helyeket és időket illusztrál, kifejezi a japán nyelv/kultúra külföldön terjesztésének vágyát, valamint kulturális hídként működik országok és népek között. A korábbi magazinok e szempontjait megtartva a Wochi Kochi Magazine honlapján minden hónapban különböző szakmai területek szakértői által írt interjúk, cikkek és történetek jelennek meg.